# Памятник Сталину (Орёл)
Памятник Сталину — несохранившийся памятник Генералиссимусу Советского Союза лидеру Советского государства Иосифу Виссарионовичу Сталину (Джугашвили).

## Описание
В первое послевоенное десятилетие большой вклад в архитектурно-художественное решение наиболее значимых в градостроительном отношении участков Орла внесли многие советские скульпторы. Это были памятники военачальникам, видным советским деятелям, монументальные работы, декоративные скульптуры для оформления парков, скверов и общественных зданий. Одной из таких работ явилась мраморная скульптура Сталина, выполненная во весь рост, в фуражке и шинели тридцатых годов. Памятник был выполнен скульптором народным художником РСФСР Г. В. Неродой и установлен в 1951 году на Промышленной площади (ныне площадь и сквер Поликарпова). Художественное значение этой работы было очень высоким. Фигура состояла из двух частей и при установке надо было тщательно заделывать соединительный шов. С заделкой шва у местных специалистов ничего не получалось. Шов появлялся вновь и вновь. Решили просить скульптора приехать и устранить дефект в соединении. Нерода приехал и, заделав шов, через два дня уехал. Секрет соединения остался неизвестен. Шов был совершенно невидим до разборки скульптуры. После смерти Сталина памятник был снесён ночью с постамента.
По инициативе Орловского отделения партии КПРФ в Орле могут восстановить памятник Сталину. Общественники считают, что фигура Иосифа Сталина слишком значима в истории России и поэтому заслуживает увековечивания. Монумент уже изготовлен и ждёт своего часа установки.
Вместе с тем, начиная с 2015 года, часть жителей Орла выступает против установки готового монумента и направляют петиции в адрес руководства города Орла с просьбой не допустить установки бюста И. В. Сталина в Орле. Новая попытка орловских коммунистов установить памятник послужила поводом для очередного сбора подписей против увековечивания памяти Сталина.